# 加勒比區域航空883號班機空難
加勒比区域航空883號班機是一經古巴聖地亞哥，自海地太子港飛往古巴哈瓦那的國際定期航線。2010年11月4日，該班機以ATR 72執行航班時，在聖斯皮里圖斯省墜毀，61位乘客和7名機組人員全數罹難。這次空難与美鹰航空4184号班机空难并列，是涉及ATR 72的航空事故中死亡人数第二多的空难，仅次于雪人航空691号班机空难，同時也是古巴境內死亡人數第三多的空難。

## 墜機過程
該班機由海地的太子港起飛。航班在16:50離開（當地時間），自聖地亞哥飛往哈瓦那（协调世界时20時50分）。該航班亦是在安東尼奧·马塞奥机场因飓风托马斯而關閉前的最後一個航班。 大約17:42分時，在飛機發出緊急訊號之後，飛機墜毀於圣斯皮里图斯省的Guasimal的一個小鎮，大約是在距離哈瓦那210英里（340）的位置。在聽到爆炸聲之前，目擊者指出飛機開的非常的低而且不穩定，並且還冒煙起火。
空難後，醫療機關很快地進入警戒狀態。但不幸的是，他們在當地時間的午夜時分宣布該航班沒有任何生還者。
這次空難是涉及ATR 72中，死亡人數第二多的一次。同時也是古巴繼1989年9月3日的古巴航空9646號班機空難 （171死）和1977年5月27日的蘇聯民航331號班機空難（69死）後，死亡人數第三多的空難。

## 空難調查
為了進入空難場地，救難人員不得不使用推土機以推開厚厚的植被。該班機因為撞擊而爆炸，導致機身整個被炸毀。同時，傷者的屍體也被燒得焦黑。墜毀時，傷者都還在座位上，這同時也幫助調查人員識別身分。他們也相信他們是因沒有時間反應，導致無法離座。殘骸在墜毀4小時後，火才撲熄。遺體隨後被送至古巴的法學醫學研究所識別。
空難發生翌日（11月5日）救難人員找出了飛行紀錄儀和駕駛艙錄音器。這些機器隨後被交給調查人員以檢驗和分析。
11月16日调查当局公布最终结论：极端天气导致飞机机身结冰，机长的不适当操作，最终导致飞机失控。

## 機上人員國籍
| 國籍     | 組員 | 乘客 | 總數 |
| -------- | ---- | ---- | ---- |
| 古巴     | 7    | 33   | 40   |
| 阿根廷   | –    | 10   | 10   |
| 墨西哥   | –    | 7    | 7    |
| 荷蘭     | –    | 3    | 3    |
| 澳大利亞 | –    | 2    | 2    |
| 法國     | –    | 1    | 1    |
| 德國     | –    | 1    | 1    |
| 意大利   | –    | 1    | 1    |
| 日本     | –    | 1    | 1    |
| 西班牙   | –    | 1    | 1    |
| 委內瑞拉 | –    | 1    | 1    |
| 總計     | 7    | 61   | 68   |

## 空難反應
- 阿根廷總統克里斯蒂娜·费尔南德斯·德基什内尔派了一台為接送罹難者遺體的飛機。[4]
- 西班牙首相何塞·路易斯·罗德里格斯·萨帕特罗、[4]南非總統雅各布·祖玛、[17]波蘭總統布羅尼斯瓦夫·科莫羅夫斯基[18]和法國外交部部長贝尔纳·库什内都有給予古巴外交部部長慰問。[19]